# Live at the Royal Albert Hall (album d'Emerson, Lake and Palmer)
Pour les articles homonymes, voir Live at the Royal Albert Hall.
Albums de Emerson, Lake and Palmer
Black Moon
(1992) The Return of the Manticore
(1993)
Live at the Royal Albert Hall est le 6e album live du groupe Emerson, Lake and Palmer, sorti en 1993. Enregistré durant la tournée de l'album Black Moon, il contient un extrait de 9 minutes de la suite Tarkus, quelques hits de leur carrière ainsi que la Finale incluant Fanfare for the Common Man et deux pièces de l'époque du groupe The Nice, America et Rondo.
Contrairement à la version DVD du concert, ce disque n'inclut pas les extraits de Pictures at an Exhibition, joués entre Pirates et le medley final.

## Titres
1. Karn Evil 9: 1st Impression, Pt. 2 (Emerson, Lake) – 1:50
2. Tarkus – 9:26
  - Eruption (Emerson)
  - Stones of Years (Emerson, Lake)
  - Iconoclast (Emerson)
3. Knife-Edge (Emerson, Fraser, Janáček, Lake) – 5:26
4. Paper Blood (Emerson, Lake, Palmer) – 4:09
5. Romeo and Juliet (Prokofiev) – 3:41
6. Creole Dance (Ginastera) – 3:20
7. Still... You Turn Me On (Lake) – 3:13
8. Lucky Man (Lake) – 4:38
9. Black Moon (Emerson, Lake, Palmer) – 6:31
10. Pirates (Emerson, Lake, Sinfield) – 13:21
11. Finale – 14:40
  - Fanfare for the Common Man (Copland)
  - America (Bernstein, Sondheim)
  - Rondo (Brubeck)

## Musiciens
- Keith Emerson - claviers
- Greg Lake - guitare, basse, chant
- Carl Palmer - batterie, percussions